# Дртија
Дртија (словен. Drtija) је насељено место у општини Моравче, Средњесловенска регија, Словенија.

## Историја
До територијалне реорганизације у Словенији била је у саставу старе општине Домжале.

## Становништво
У попису становништва из 2011. године, Дртија је имала 198 становника.
| Број становника према пописима | Број становника према пописима | Број становника према пописима |
| ------------------------------ | ------------------------------ | ------------------------------ |
| 1991                           | 2002                           | 2011                           |
| 174                            | 191                            | 198                            |

Напомена: Увећано за насеља Ковачија и Куга која су укинута. Године 1952. повећана за насеља Белнек, Бриње, Гмајница, Горица, Лазе, Подбрдо, Стража (данас Стража при Моравчах), Штебалија и Шторовје, која су укинута. Године 1985 смањен за део насеља који је проглашен за ново самостално насеље Стража при Моравчах.

## Галерија
- пејзаж
- засеок Горица